# ステファノ・ガベリーニ
ステファノ・ガベリーニ（ Stefano Gabellini 1965年4月18日-）はイタリアのレーシングドライバー。彼はスーパースターシリーズなどのシリーズで2回シリーズ2位となり、2008年には国際スーパースターシリーズのチャンピオンを獲得した。ペザーロ出身。